# Ogygia Island
Ogygia Island (englisch; bulgarisch остров Огигия ostrow Ogygia) ist eine in ost-westlicher Ausrichtung 420 m lange und 70 m breite und 2 Hektar große Insel im Archipel der Südlichen Shetlandinseln. Sie liegt 580 m südlich von Cacho Island, 6 km südsüdwestlich des nordöstlichen Ausläufers des President Head, 12,15 km nordöstlich des Kap Conway und 29,8 km nordwestlich von Deception Island vor der Ostküste von Snow Island. Sie ist Teil des Südwestufers der Ivaylo Cove. Von der Hall-Halbinsel trennt sie eine 110 m breite Meerenge.
Die bulgarische Kommission für Antarktische Geographische Namen benannte sie 2020 nach der Insel Ogygia aus der griechischen Mythologie.